# Rue Édouard-Pailleron
Pour les articles homonymes, voir Rue Pailleron.
La rue Édouard-Pailleron est une rue du 19e arrondissement de Paris

## Situation et accès
La rue, qui commence avenue Simon-Bolivar et se termine rue Manin, au pied du parc des Buttes-Chaumont, abrite notamment plusieurs établissements scolaires (la cité scolaire du collège Henri-Bergson et du lycée Henri-Bergson, le collège Édouard-Pailleron, le lycée Jacquard) et des établissements sportifs (le complexe sportif Pailleron avec sa piscine classée monument historique et sa patinoire, des terrains de tennis et de handball).
Ce site est desservi par la station de métro Bolivar.

## Origine du nom
Elle porte le nom de l'auteur dramatique français Édouard Jules Henri Pailleron (1834-1899).

## Historique
La partie située entre les avenues Simon-Bolivar et Secrétan a été ouverte en 1899 par la Société immobilière des Buttes-Chaumont. Elle prend sa dénomination actuelle par un arrêté du 2 août 1899 et est classée dans la voirie parisienne par décret du 12 juin 1903.
La section entre l'avenue Secrétan et la rue Manin est formée de la réunion de l'« impasse de Montfaucon » et d'une rue, sans nom, ouverte en 1903 dans le prolongement de la rue Manin qui reçut sa dénomination par un arrêté du 9 juin 1905. Cette impasse de Montfaucon desservait un important dépôt de pavés de la ville de Paris qui était situé en face du lycée Jacquard.
Le 23 mars 1918, durant la Première Guerre mondiale, un obus lancé par la Grosse Bertha explose dans la rue Édouard-Pailleron.
Le 6 février 1973 se déclare un incendie dans le CES Édouard-Pailleron qui fera 20 morts.
La rue a été végétalisée en septembre 2023.